# Inga aptera
Inga aptera é uma espécie vegetal da família Fabaceae.
Pequena árvore que ocorre áreas de vázeas próximas de floresta tropical úmida, em altitudes menores de 100 metros, no Estado da Bahia, no Brasil.